# Leiningen (Allemagne)
Leiningen est une municipalité du Verbandsgemeinde Emmelshausen, dans l'arrondissement de Rhin-Hunsrück, en Rhénanie-Palatinat, dans l'ouest de l'Allemagne.

## Références

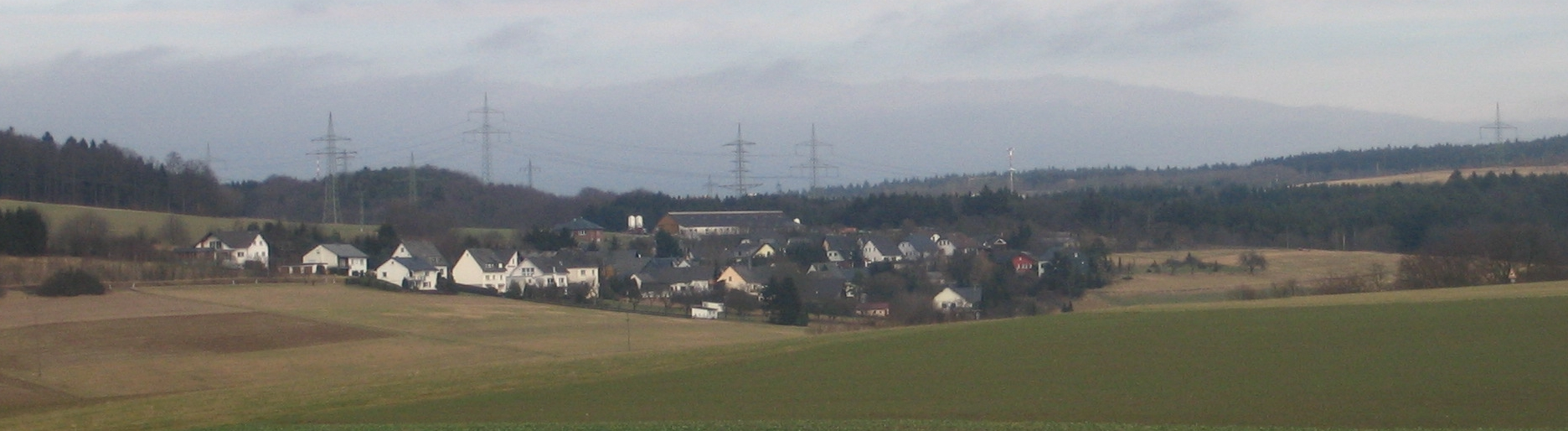
Vue sur Lamsheid, Leiningen

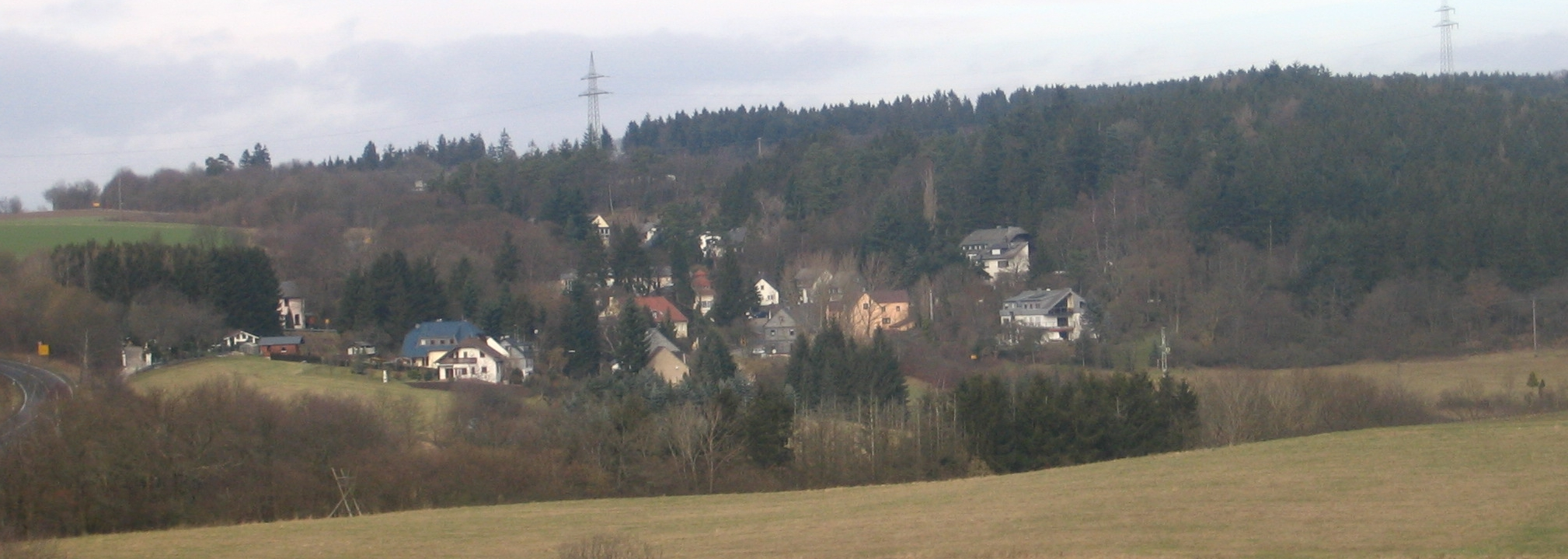
Vue sur Sauerbrunnen, Leiningen